# 渡辺重名
渡辺 重名（わたなべ しげな、1759年4月13日〈宝暦9年3月16日〉 - 1831年2月5日〈天保元年12月23日〉）は、江戸時代中期から後期の中津藩士、国学者、吹出浜古表神社の大宮司。
通称：造酒、上野介。初名は堅石（かきは）。重名は公家の日野資枝の命名。
荒木田久老、本居宣長に国学を学び、青柳種信、長瀬真幸とともに九州皇学三大家の1人とされる。号は楽山、二幸楼。幕末から明治期の国学者である渡辺重春、渡辺重石丸は孫に当たる。